# Leo Honkala
Leo Ilmo Honkala, född 8 januari 1933  i Uleåborg i Finland, död 16 maj 2015 i Oxelösund, var en finsk-svensk brottare. Han vann brons för Finland i flugvikt vid de olympiska sommarspelen 1952 i Helsingfors.
Leo Honkala var förbundskapten för det svenska herrlandslaget i brottning på 1980-talet, men fick avgå sedan Tomas Johansson efter att ha vunnit OS-silver i Los Angeles 1984 testats positivt för dopning. Honkala ertappades senare själv som deltagande i veteran-EM i styrkelyft, med att ha tagit ryssfemmor, som är orala anabola steroider - en form av dopning.
Leo Honkala grundade träningscentret Korpudden vid Norra Hörken i Ljusnarsbergs kommun, där svenska brottare ofta var på träningsläger. Han är gravsatt i minneslunden på Nya kyrkogården i Nyköping.